# Azul Azul
Azul Azul es un grupo boliviano de música pop y rock, formado en Santa Cruz de la Sierra a principios de 1990.

## Historia
Se dieron a conocer en 1995 con su primer álbum El corte de la banana, donde destacó el hit «Mamá no quiero comer más huevo».
En 1998, lanzaron el álbum El sapo, cuya canción «La bomba» fue uno de los éxitos que los llevó a la fama a nivel mundial. También destacaron otras canciones de ese mismo álbum, como «Lágrimas negras», «Mentirosa», «El canto de las aves» y «Sábado».[cita requerida]
En 2004, cantaron a dúo «El hombre es como el oso» con la cantante mexicana Laura León.[cita requerida]
El 16 de mayo de 2011, la banda confirmó su última gira "Gracias por siempre", con la cual se despidió de los escenarios tras casi 20 años de carrera.
A finales de 2013, la productora musical Mesh publicó La historia de la música boliviana en 50 canciones donde «La bomba» fue seleccionada entre las 50 canciones que representan a Bolivia desde 1960 en la categoría de género tropical.
En 2022, la banda se reúne para regresar a los escenarios de música y regresa en gira presentando conciertos momentáneamente en Bolivia, los Estados Unidos y otros países de América.

## Miembros actuales
- Fabio Zambrana Marchetti, cantante, compositor, mánager y fundador de 1990 a 2011, 2022 a la actualidad
- Marcos Justiniano Lea Plaza, bajo y coros de 1993 a 1998 y de 2004 a 2011, 2022 a la actualidad
- Luis Fernando «Nandy» Justiniano Suárez, batería de 2004 a 2011, 2022 a la actualidad
- Martín Paul Espada Flores, guitarra de 2007 a 2011, 2022 a la actualidad
- Fernando Rodríguez Vargas, teclado y coros, de 1999 a 2007, 2022 a la actualidad

## Miembros anteriores
- Ricardo Fries, guitarra y coros de 1991 a 2006
- Rui Álvaro Prado López, batería de 2004 a 2006 (Coproducción en el álbum Apretaíto, Universal Music Latino, 2003)
- Boris Anzoátegui Vargas, batería de 1993 a 2001
- Marcelo Daza, teclados de 1996 a 1998
- Adhemar «Cochilla» Villagomez Moreno, bajo y coros de 1994 a 2000
- Orlando «TiBu» Paniagua, bajo y coros de 1991 a 1992 y de 1994 a 1998 y de 1999 a 2001
- Jorge Luna, teclados de 1999 a 2000

## Discografía
- 1995: El corte de la banana
- 1998: El sapo
- 2003: Apretaito
- 2006: Música boliviana
- 2008: Dame chocolate y te doy bombón
- 2009: Enganchados latinos
- 2010: Enganchados de los enganchados